# Vinbergs IF
Vinbergs IF är en idrottsförening ifrån Vinberg, Hallands län. Klubben grundades 1932 och har fotboll samt gymnastik på programmet. Som bäst i seriesammanhanget har herrfotbollslaget spelat i division 2 (2016 Västra Götaland). I svenska cupen har herrlaget som bäst nått 32-delsfinal, vilket man gjorde 1991. Laget mötte då Malmö FF och förlorade med 1–6 inför en publik på 3 476 åskådare.
Klubbens mesta kända spelare är Magnus "Turbo" Svensson, som spelat i svenska landslaget. Även innebandyspelaren Magnus Svensson (som spelade i Warberg IC) har också spelat fotboll i Vinbergs IF. F.d. volleybollspelaren Niklas Carlsson, som var passare i Falkenbergs Volleybollklubb (FVBK) och landslaget, var en mycket begåvad målvakt.
| År   | Publik |
| ---- | ------ |
| 2001 | 306    |
| 2002 | 289    |
| 2003 | 221    |
| 2004 | 160    |

### Fotnoter
1. ↑  European Football Statistics: Attendances - Sweden 2001 Arkiverad 1 april 2007 hämtat från the Wayback Machine.
2. ↑  European Football Statistics: Attendances - Sweden 2002 Arkiverad 1 april 2007 hämtat från the Wayback Machine.
3. ↑  European Football Statistics: Attendances - Sweden 2003 Arkiverad 1 april 2007 hämtat från the Wayback Machine.
4. ↑  European Football Statistics: Attendances - Sweden 2004 Arkiverad 1 april 2007 hämtat från the Wayback Machine.